# Ян, Иво (старший)
Иво Ян (сербохорв. Иво Јан; словен. Ivo Jan; род. 10 апреля 1942, Есенице) — югославский словенский хоккеист, защитник. Отец Иво Яна — младшего, словенского хоккеиста и тренера.

## Биография
Иво Ян увлекался спортом (летом играл в футбол, зимой — в хоккей с шайбой). Значительную часть игровой карьеры провёл в составе команды «Акрони Есенице», выиграв с ней 15 раз титул чемпиона Югославии. За сборную Югославии провёл более 200 матчей, выступал на 15 чемпионатах мира и трёх Олимпийских играх 1964, 1968 и 1972 годов. За свою карьеру также выступал за клубы «Айнтрахт» (Франкфурт), «Олимпия» (Любляна), «Цинкарна» (Целе). На Олимпиаде 1968 года в 6 играх забросил 7 шайб и отдал 2 голевые передачи, на Олимпиаде 1972 года забросил 2 шайбы.
С 2007 года член Словенского хоккейного зала славы. Проживает в Есенице.